# Стара Ладога
Стара́ Ла́дога (рос. Старая Ладога; давньоскан. Aldeigjuborg; до 1703 — місто Ладога) — село Волховського муніципального району Ленінградської області Росії, адміністративний центр Староладозького сільського поселення. Розташоване на лівому березі річки Волхов, за 12 км від Ладозького озера. Герб та прапор затверджено Рішенням Ради депутатів МО Староладозьке СП № 14 від 20 листопада 2007 року.

## Історія та археологія
Перша літературна згадка про місто зафіксована в «Сазі про Олава Трюггвасона» монаха Одда Сноррасона. У скальдичних віршах варягів-вікінгів місто звали Aldeigja, а в саговій традиції — Aldeigjuborg. За археологічними даними, місто засноване в середині VIII ст. на торговельному шляху від Балтійського моря на Волгу (в Болгари) і на Дніпро («із варяг в греки») й вважається, що тоді воно було першою князівською резиденцією скандинавської династії Рюриковичів. Скандинави складали верхівку тодішнього суспільства Ладоги, про що свідчать численні місцеві поховання, досліджені археологами вже в післярадянський час.
Перша слов'янська знахідка в Старій Ладозі — кривицьке срібне височне кільце — відноситься до 750-х років; воно лежало поряд з головкою Одина та двома десятками ковальсько-ювелірних і столярних інструментів явно скандинавського походження. У Ладозі та її околицях знайдено 6 скарбів арабських куфічних срібних монет у тому числі найдавніший у Східній Європі — 786 року. Найдавніший спил колоди з ладозьких будівель датується 753 роком.
У 997 році кам'яні укріплення Ладоги зруйнували вояки норвезького ярла Ейріка Гаконсона.
У часи князя Ярослава Мудрого в Ладозі був окремий князівський престол, який посідали троюрідний брат княгині Інгігерди Рагнвальд Ульвсон (з 1019 р.) і його син Ульф-Ейлів Рагнвальдсон (пом. 1036/1037).
У «Сазі про Магнуса Доброго» скальди повідомили, що в 1034 році норвезькі гевдінги Ейнар Тамбарскельфір та Кальв Арнарсон прибули по нього до Ладоги, звідки вислали гінців до Ярослава Мудрого у Гольмгарді. Після отримання листів безпеки вони прибули до князя та мали у нього авдієнцію.
В ХІ—XV століттях — це фортеця й торговельно-ремісничий центр Новгородської республіки. Від 1478 року, після завоювання Москвою та підкорення Великого Новгороду, перебуває у складі Московського великого князівства. У 1704 році місто за наказом Петра І перенесли до гирла річки Волхов (Нова Ладога).
Збереглись частина валу і кам'яної фортеці, церкви XII століття (в тому числі й церква Георгія) з фрагментами фресок, залишки житлових кварталів VIII—XII століть. (Версія, про приналежність кварталів, до часу ранішого за десяте століття, є припущенням російських вчених та є сумнівною).

### Хронологія заселення Ладоги
Вважається, що Ладога виникла в середині VIII століття (близько 750 р.). Але, обговорюючи питання про «безперервність життя» на поселенні, археологи задаються питанням, чи були на цьому поселенні одні й ті самі колективи, які успадковували культурні традиції та матеріальну культуру попередніх поколінь. Аналіз даних, отриманих в результаті багаторічних археологічних досліджень, дозволив зробити такі висновки:
- перше стабільне поселення Ладоги пов'язане переважно з північноєвропейськими вихідцями — норманами. Час заснування коректно визначити як «до 753 року»;
- у другій половині 760-х рр. перша колонія припинила існування. Цю подію слід вважати першою катастрофою в історії Ладоги, яка пов'язана з припливом нового населення або ж захопленням у Нижньому Поволхов'ї панівного становища носіями східноєвропейських культурних традицій, з найбільшою вірогідністю слов'янами (словенами).
- з 770-х і аж до 830-х рр. на поселенні спостерігається стабільність і його зростання. Воно відмінне і від Скандинавії, і від колишніх традицій Північного Заходу і маркує слов'янську (словенську) колонізацію. Саме в цю епоху Ладога міцно втягується у східну торгівлю.
- близько 840 р. поселення гине в пожежі. Це була перша тотальна пожежа і друга катастрофа в історії Ладоги.
- близько 840—865 рр. (легендарне запрошення Рюрика і заснування ним Ладоги у 862 р.): цей період пов'язаний із чоловічою субкультурою скандинавів (жіночі прикраси відсутні, виявлені гральні артефакти, культові предмети, багато дерев'яних іграшкових мечів), коли поселення захоплюють свеї, перетворюючи його на базу для походів за даниною. В Ладозі присутній змінний військовий контингент (збирачі дані) з місцевими наложницями та «обслуговуючим персоналом», діти як наслідок цих відносин.
- близько 865 р. (між 863 і 871 роками) Ладога зазнає тотального погрому, що супроводжувався найпотужнішою пожежею. У його військовому характері не доводиться сумніватися. Після цієї пожежі жодної спадковості в забудові не спостерігається.
- близько 894 року на одній із (досліджених) ділянок зводиться великогабаритна, ймовірно, двоповерхова споруда, що цілком претендує на роль хорому.
- у 920-940-х рр. у межах Земляного городища мешкали носії як скандинавської культури, так і носії «культури сопок».
- близько 950 р. стається пожежа, яка знищила попередні будівлі. Однак, можливо, пожежа була випадковою, оскільки змін після в забудові не спостерігається.
- друга половина X ст. демонструє період стабільності, перерваної набігом ярла Ейріка у 997 р. В культурі знову появляється серія металевих деталей скандинавського жіночого убору.
- з останніх десятиліть X ст. Ладога перетворилася на стійкий поселенський організм, що розвивався аж до наших днів.

## Історична географія Ладоги
Давня Ладога в сьогоднішній Росії відіграє особливу роль, претендуючи на «столичний центр» початкової Русі. У зв'язку із цим історики задаються питанням — чим було викликано заснування цього поселення у другій половині VIII ст. у північному Поволхов'ї, враховуючи його досить специфічні природно-географічні та інші умови:
1. Область низов'я річки Волхов, на березі якого виникла Ладога, не мала умов для розвитку сільського господарства у порівнянні з Приільменьям чи з Поозер'ям з його відносно родючими грунтами.
2. Ладога була заснована у незаселеному регіоні і «була позбавлена щільної землеробської округи. На захід від Ладоги тяглися незаселені болотисті ліси, а на схід лише далеко на р. Сясі починалися райони, зайняті фіномовними племенами»[3].
3. Ладога заснована за дві сотні кілометрів від корінної території ільменських словенів, на північній околиці слов'янського світу[3].
4. Ладога була невеликим поселенням із площею не більше 6-8 га і населенням, яке у другій половині VIII — початку IX ст. «навряд чи перевищувало кілька десятків людей і максимально може бути оцінено у сотню жителів»[12].

### Археологічні факти, історичні та природно-географічні передумови заснування Ладоги
Ладога розташовувалася у місці зустрічі двох світів — світу балтійських культур та світу культур континентальних. Це визначило різноетнічність її населення, багатокомпонентність матеріальної культури, складне переплетення різних традицій. В Ладозі відкриті різні типи могильних пам'яток — грунтові могильники з трупоспаленнями, кілька десятків високих курганів-сопок із похованнями за обрядом кремації, типових для центрального Приїльмення, скандинавські кургани.
Археологічні матеріали дають переконливу картину присутності серед населення Ладоги вихідців зі Скандинавії вже з перших етапів її існування; скандинави проживали у Ладозі і в XI—XII ст. Ладога може розглядатися як форпост скандинавської культури, але підстав вважати Ладогу суто скандинавською колонією немає.
За даними багаторічних досліджень Ладога з самого початку постає як торговельно-ремісниче поселення на балтійсько-волзькому шляху, у місці, де сходилися шляхи морського судноплавства та внутрішньоконтинентальні торговельні шляхи по річках Східної Європи. Це місце на балтійсько-волзькому торговельному шляху було особливим тому, що кожен із його окремих відрізків (морський і внутрішньоконтинентальний) вимагав особливих навичок плавання, переоснащення, зміни типу суден і міг функціонувати лише певні періоди року.
| | \| Човни, що йшли на схід, пройшовши Фінську затоку, піднімалися вгору Невою в Ладозьке озеро і після проходження вздовж його південного берега досягали Волхова. Коротка та повноводна Нева (довжина – 74 км, ширина в середньому – 400–600 м, переважна глибина – 8–11 м) дозволяла не змінювати традиції морського плавання. Неву мореплавці сприймали як свого роду коротку протоку між Фінською затокою і Ладозьким озером, яка своєю обширністю і бурхливою вдачею справляла враження моря більше, ніж мілководна і вузька затока. Гирлова область Волхова поставала перед мандрівниками як широка спокійна водна гладь серед низьких зарослих чагарником берегів. Проте за двадцять кілометрів ця ідилія завершувалася. Річку перегороджували найнебезпечніші у Східній Європі Волховські пороги. Вони тягнулися на 9 км. Тут річка стрімко мчала між вертикальними тіснинами заввишки до 30 м, складеними вапняком[13] \| |
| Човни, що йшли на схід, пройшовши Фінську затоку, піднімалися вгору Невою в Ладозьке озеро і після проходження вздовж його південного берега досягали Волхова. Коротка та повноводна Нева (довжина – 74 км, ширина в середньому – 400–600 м, переважна глибина – 8–11 м) дозволяла не змінювати традиції морського плавання. Неву мореплавці сприймали як свого роду коротку протоку між Фінською затокою і Ладозьким озером, яка своєю обширністю і бурхливою вдачею справляла враження моря більше, ніж мілководна і вузька затока. Гирлова область Волхова поставала перед мандрівниками як широка спокійна водна гладь серед низьких зарослих чагарником берегів. Проте за двадцять кілометрів ця ідилія завершувалася. Річку перегороджували найнебезпечніші у Східній Європі Волховські пороги. Вони тягнулися на 9 км. Тут річка стрімко мчала між вертикальними тіснинами заввишки до 30 м, складеними вапняком | |

Уздовж Волхова формуються населені пункти у найбільш небезпечних, з погляду плавання, та важливих, з погляду контролю, ділянок шляху. По типу поселення Ладога подібна «вікам» регіону Балтики, для яких характерні:
1. Малі розміри, що відрізняє їх від великих міст або сіл;
2. Прибережне розташування;
3. Історична значущість (багато віків мають історичне коріння, яке йде до часів вікінгів, коли такі поселення слугували торговими пунктами або місцями для висадки)
4. Рибальство та торгівля.

### Висновки щодо Ладоги як потенційного центру держави
Ладога у пониззі Волхова не могла стати справжнім центром утворення держави. Хоч якою була роль варягів в історія Русі, державотворення не зводиться лише до діяльності прийшлих воїнів і заснування заморських колоній. В основі ранньодержавних утворень лежали певні етнічні території. Центр держави — це пункт, де концентрується місцева адміністрація, куди стікається данина та звідки здійснюється загальне управління регіоном. Ладога була відірвана від основного масиву заселених слов'янами територій Приільменья і не мала замкнутої на себе землеробської округи. Вона була пунктом у важливому місці Балтійсько-Волзького торговельного шляху. Тому твердження про Ладогу як першу столицю Русі позбавлені підстав.

## Музей і пам'ятки
- Староладозький музей-заповідник
- Староладозька фортеця. Заснована варягами ще наприкінці IX ст. (Це припущення бездоказово висувають російські дослідники, оскільки залишок фортечних мурів, давніших за одинадцяте століття, не знайдено) Пам'ятка оборонної архітектури XII—XVI ст. На території фортеці є Георгіївська церква — храм домонгольської архітектури. Дерев'яна клітська церква Дмитра Солунського — 1901 р.
- Микольський Староладозький монастир. Споруди XVII—XX ст. Собор Миколи Чудотворця збудований в 1640-х рр. на місці домонгольського храму початку XIII ст.
- Церква Різдва Івана Предтечі колишнього Предтеченського монастиря — 1695 р.
- Успенський Староладозький монастир (XII—XIX ст.). Успенська церква (1160-і рр.) — споруда домонгольської архітектури.
- Олексіївська церква. 1833 р., класицизм.

## Символіка
Герб Староладозького сільського поселення затверджено Рішенням Ради депутатів муніципальної освіти «Староладозьке сільське поселення Волхівського муніципального району Ленінградської області» № 14 від 20 листопада 2007 року.
З обгрунтування символіки герба:
Символ сокола олицетворяет на гербе славную историю Старой Ладоги, и с одной стороны, напоминает найденную при раскопках в Старой Ладоге бронзовую бляху с изображением птицы (См., например: А. Н. Кирпичников, В. Д. Сарабьянов. «Старая Ладога. Древняя столица Руси». СПб. Славия. 2003. С. 135, 143), c другой стороны, напоминает трезубец — знак Рюриковичей.
До 2007 року село Стара Ладога не мало герба, проте зі Знаменного гербовника Б. К. Мініха (1730-і рр) відомий опис герба ладозьких полків: «шлюза, ворота золоті, стіни червоні, поле блакитне».